# KONTA
KONTA（コンタ、1960年7月25日 - ）は、日本のミュージシャン、サックスプレイヤー、俳優、声優、ナレーター。本名及び別名、近藤 敦（こんどう あつし）。東京都新宿区出身。ロックバンドBARBEE BOYSのメンバー。
近年は弾き語りによるソロライブやナレーターを中心に、バンド僕らのしぜんの冒険（深町純、佐藤正治）、TRIVANDRUM（本田達也、小野雅司）などで活動。

## 来歴・人物
- 1981年、いまみちともたかと共にバンド『マンブル・マーフィー』として、ビクター音楽産業からメジャー・デビューするが、レーベルの消滅により[2]、シングル1枚で解散。
- 1984年、BARBEE BOYSのボーカル / ソプラノサックスとして、シングル「暗闇でDANCE」で再びメジャー・デビュー。1989年にリリースされたシングル「目を閉じておいでよ」がCMソングに使用されたことで世間に名を広める。低音の杏子とは対照的な、独特のハスキーがかったハイトーンボイスとラフなスーツ姿でサックスを吹くライブパフォーマンスが画期的な魅力であった。サックスのほか、ギター、ピアノなど、様々な楽器演奏もこなしている。
- 1992年にBARBEE BOYSが解散[1]。1993年にソロデビュー。
- デビュー前は天井桟敷などのアングラ劇団に入り浸り、本気で役者を目指していた時期がある。そのため、1988年に映画『・ふ・た・り・ぼ・っ・ち・』（音楽も担当）での主演を果たしてからは、俳優業も並行。翌1989年に薬師丸ひろ子主演の映画『レディ! レディ READY! LADY』に出演。フジテレビ系ドラマ『愛しあってるかい!』では美術教師役を演じた。
  - 元々『愛しあってるかい!』の近藤の役は、三上博史が行う予定だったが、三上が映画撮影中で本作に出演できなくなったため、急遽、三上に顔が似ている近藤が起用されることになった。
- ソロデビュー後は声優としての活動も行っており『トランスフォーマー カーロボット』『R.O.D』『遊☆戯☆王デュエルモンスターズ』などのアニメ作品に出演した。

## ディスコグラフィ

### シングル
| #                                              | 発売日                                         | タイトル                                       | B面                                            | 規格                                           | 規格品番                                       | - オリコンチャート - 最高位                    |
| ビクターエンタテインメント / SPEEDSTAR RECORDS | ビクターエンタテインメント / SPEEDSTAR RECORDS | ビクターエンタテインメント / SPEEDSTAR RECORDS | ビクターエンタテインメント / SPEEDSTAR RECORDS | ビクターエンタテインメント / SPEEDSTAR RECORDS | ビクターエンタテインメント / SPEEDSTAR RECORDS | ビクターエンタテインメント / SPEEDSTAR RECORDS |
| ---------------------------------------------- | ---------------------------------------------- | ---------------------------------------------- | ---------------------------------------------- | ---------------------------------------------- | ---------------------------------------------- | ---------------------------------------------- |
| 1st                                            | 1993年7月21日                                  | Mars/怒ってみろ                                | しゃらくせぇ! (GIMMIX)                         | 8cmCD                                          | VIDL-10367                                     | 58位                                           |
| ビクターエンタテインメント                     |                                                |                                                |                                                |                                                |                                                |                                                |
| 2nd                                            | 1994年5月21日                                  | いびつなワルツ                                 | - のらねこ - でまかせ (woodwind mix)           | 8cmCD                                          | VIDL-10516                                     | 67位                                           |
| ビクターエンタテインメント / SPEEDSTAR RECORDS |                                                |                                                |                                                |                                                |                                                |                                                |
| 3rd                                            | 1995年12月16日                                 | otherwise/悪戯しよう                           |                                                | 8cmCD                                          | VIDL-10731                                     | 100位                                          |
| DAIPRO-X                                       |                                                |                                                |                                                |                                                |                                                |                                                |
| 4th                                            | 1997年10月22日                                 | 出てくぜ                                       | あいつがいれば完璧な日                         | 8cmCD                                          | DXDL-8                                         | 圏外                                           |
| 5th                                            | 1998年1月21日                                  | 馬に蹴られろ!                                  | コラール                                       | 8cmCD                                          | DXDL-17                                        | 圏外                                           |
| 6th                                            | 1998年4月22日                                  | 気をつけろ!                                    | ひめごと                                       | 8cmCD                                          | DXDL-28                                        | 圏外                                           |

### 配信限定シングル
| #                    | 発売日               | タイトル             |
| インディーズレーベル | インディーズレーベル | インディーズレーベル |
| -------------------- | -------------------- | -------------------- |
| 1st                  | 2002年12月11日       | ふざけるな           |
| 2nd                  | 2003年2月12日        | Cynical Babe         |
| 3rd                  | 2003年               | A SAD GIRL           |

### アルバム

#### オリジナル・アルバム
| #                                              | 発売日                                         | タイトル                                       | 規格                                           | 規格品番                                       | - オリコンチャート - 最高位                    |
| ビクターエンタテインメント / SPEEDSTAR RECORDS | ビクターエンタテインメント / SPEEDSTAR RECORDS | ビクターエンタテインメント / SPEEDSTAR RECORDS | ビクターエンタテインメント / SPEEDSTAR RECORDS | ビクターエンタテインメント / SPEEDSTAR RECORDS | ビクターエンタテインメント / SPEEDSTAR RECORDS |
| ---------------------------------------------- | ---------------------------------------------- | ---------------------------------------------- | ---------------------------------------------- | ---------------------------------------------- | ---------------------------------------------- |
| 1st                                            | 1993年7月21日                                  | F ACT                                          | CD                                             | VICL-425                                       | 6位                                            |
| 2nd                                            | 1994年7月1日                                   | even                                           | CD                                             | VICL-539                                       | 30位                                           |
| 3rd                                            | 1996年1月24日                                  | Jane Doe                                       | CD                                             | VICL-23115                                     | 48位                                           |
| DAIPRO-X                                       |                                                |                                                |                                                |                                                |                                                |
| 4th                                            | 1997年11月6日                                  | KONTA                                          | CD                                             | DXCL-5                                         | 圏外                                           |
| 5th                                            | 1998年5月2日                                   | GUY                                            | CD                                             | DXCL-18                                        | 圏外                                           |

### 参加作品
| 発売日        | 商品名           | 歌       | 楽曲                                                 | 備考                                               |
| ------------- | ---------------- | -------- | ---------------------------------------------------- | -------------------------------------------------- |
| 2000年2月9日  | 未来世紀㊙クラブ | 杏子     | 「未来世紀㊙クラブ」                                 | JACK AMANO名義で、コーラスとソプラノサックスで参加 |
| 2017年6月21日 | ADORATIO         | sukekiyo | 「耳ゾゾ Collaboration with KONTA (ex.BARBEE BOYS)」 | 限定盤のみ収録                                     |

### タイアップ
| 曲名           | タイアップ                                                                                               | 収録作品                         |
| -------------- | --- | -------------------------------- |
| いびつなワルツ | メイワ・クロレラシリーズ CF曲                                                                            | シングル「いびつなワルツ」       |
| いびつなワルツ | テレビ東京系『MIC for man』エンディングテーマ曲                                                          | シングル「いびつなワルツ」       |
| otherwise      | 日本テレビ・読売テレビ系アニメーション『シティーハンター スペシャル -ザ・シークレット・サービス-』主題歌 | シングル「otherwise/悪戯しよう」 |
| 悪戯しよう     | フジテレビジョン『エンタメゆうえんち 東京移住計画』オープニングテーマ                                    | シングル「otherwise/悪戯しよう」 |

## 出演

### 舞台
- ハムレット – 死と蝋燭の明暗法（1994年8月）
- THE ROCKY HORROR SHOW（1996年 - 2000年）
- PW - PRISONER OF WAR（1997年4月）
- ザ・寺山（1997年5月）
- ドラマリーディング・綿畑の孤独のなかで（1998年4月）
- Break through Musical RENT（1998年9月）
- Brecht Song LIVE「KONTA the Knife」（1999年1月）
- tatsuya 〜最愛なる者の側へ（1999年9月）
- レプリカ（2000年5月）
- ベクター（2001年6月）
- 綿畑の孤独のなかで（2003年9月）
- 八月の狩（2004年8月）
- ヒトノカケラ（2004年10月）
- だるまさんがころんだ（2005年8月）
- ダントンの死について（2008年3月）
- 旅とあいつとお姫さま（2009年 - 2015年） ※音楽・演奏も担当
- 身の引きしまる思い（2013年11月）
- ふたごの星（2011年 - 2016年） ※音楽も担当
- ピノッキオ（2016年）

### 映画
- ・ふ・た・り・ぼ・っ・ち・（1988年、東映） - 福田健二 役
- レディ! レディ READY! LADY（1989年、アルゴ・プロジェクト） - 吉野喜一 役
- 君は僕をスキになる（1989年、東宝） - カフェバーの客 役 ※エキストラ出演
- ポストマン・ブルース（1997年、日活） - 木村 役
- ア・ルース・ボーイ（1998年）
- 少年歌（2003年）
- タカダワタル的ゼロ（2008年）
- 乱死怒町より愛を吐いて（2015年） - アウト 役
- 地の塩 山室軍平（2017年） - 杉本弥太郎 役

### テレビドラマ
- 愛しあってるかい!（1989年、フジテレビ） - 不破誠 役
- 幸せを急がないで 派遣OL恋物語（1992年、テレビ東京）
- 教師夏休み物語（1992年、日本テレビ） - 橋川文太郎 役
- ネオドラマ「上を向いて歩こう」（1992年12月、テレビ朝日）
- 世にも奇妙な物語「DOOR」（1992年7月23日、フジテレビ） - 主演・川島祐二 役
- '93新春ギャグドラマ! 天国に一番近い病院（1993年1月2日、フジテレビ）
- 引っ越せますか（1993年7月 - 9月、日本テレビ） - 神野十徳 役
- 田中美佐子vs中村玉緒 嫁姑デスマッチスペシャル「戦うハネムーン 夢ありて」（1995年4月13日、テレビ朝日）
- 銀狼怪奇ファイル 第7話 - 第9話（1996年、日本テレビ） - 不破俊助 役
- 土曜ワイド劇場（テレビ朝日）
  - 「真夏のセレクション3『月蝕の館』殺人事件」（1996年8月17日） - 五十嵐幹世 役
  - 「人類学者・岬久美子の殺人鑑定3」（2013年3月2日） - 菅原昭博 役
- 海峡（1997年4月、NHK BS2）
- パーフェクトラブ! 第4話・第5話（1999年、フジテレビ） - デザイナー・加賀美 役
- 夢見る惑星（2000年1月5日、BSハイビジョン）
- オヤジ探偵 第2シリーズ 第5話「続・ふたつの時効」（2002年11月14日、テレビ朝日） - 水原克己 役
- 金曜エンタテイメント「神様、何するの」（2003年12月5日、フジテレビ） - 橋口 役
- ドラマ 鉄道むすめ　〜Girls be ambitious!〜 八木沢まい編（2009年） - 芝原利一 役
- BSジャパン開局10周年記念「風の少年〜尾崎豊 永遠の伝説〜」（2011年3月21日、テレビ東京） - スタジオミュージシャン 役
- 家族のうた 最終話（2012年6月3日、フジテレビ）
- 13歳のハローワーク 最終話（2012年3月9日、テレビ朝日） - DCブランドDIW店主 役
- 連続テレビ小説「梅ちゃん先生」（2012年、NHK） - 久保田 役
- 恋する大人のドラマスペシャル「黄昏流星群〜星降るホテル〜」（2012年6月26日、関西テレビ）
- 土曜ワイド劇場人類学者・岬久美子の殺人鑑定第3作「光る肋骨と緑色の頭蓋骨の謎!後頭部を触れば犯人が分かる!?」（2013年3月2日、テレ朝） - 菅原昭博 役
- 山田太一ドラマスペシャル よその歌 わたしの唄（2013年7月19日、フジテレビ） - 島原有情 役
- 逃げる女 最終話（2016年2月13日、NHK）
- ディアスポリス 異邦警察 第7・9・10話（2016年6月5日 - 12日、毎日放送） - 犬崎 役
- ラブドラマバラエティー 50キュン恋愛物語「ボーカルスクール・ブギ」（2016年10月11日、関西テレビ） - ボーカルスクールの講師 役 ※森口瑤子と共演[4]

### アニメ
- R.O.D -READ OR DIE-（2001年 - 2002年） - 一休宗純 役 ※OVA作品（全3巻。第2、3巻に出演）
- シティーハンタースペシャル ザ・シークレット・サービス（1996年01月05日、日本テレビ） - SP班長 役[5]
- トランスフォーマー カーロボット（2000年04月 - 12月、テレビ東京系） - ゲルシャーク 役[6]
- メダロット魂（2000年09月 - 2001年03月、テレビ東京系） - 大空マイヅル 役
- 遊☆戯☆王デュエルモンスターズ（2001年 - 2003年、テレビ東京系） - リシド 役

### テレビドキュメンタリー
- ニッセイワールドドキュメント世界謎紀行 神々のいたずら「ユダヤ最大の秘宝 失われたアークの謎」

### ゲーム
- 遊☆戯☆王ゼアル デュエルターミナル - リシド 役
- ロリポップチェーンソー（2012年、角川ゲームス） - ルイス・レジェンド 役

### バラエティー
- 大人時間（2003年1月5日 - 2004年10月4日、スカイパーフェクTV! / スカイパーフェクTV!110） - プロモーションチャンネル（倶楽部スカパー!TV、スカパー!110プロモ）で放送。

### ラジオ
- チャンス到来今夜もドキドキ